# 5446 Heyler
5446 Heyler eller 1991 PB13 är en asteroid i huvudbältet som upptäcktes den 5 augusti 1991 av den amerikanske astronomen Henry E. Holt vid Palomarobservatoriet. Den är uppkallad efter Gene A. Heyler.
Asteroiden har en diameter på ungefär 18 kilometer och den tillhör asteroidgruppen Themis.